# Bernd Tauber
Pour les articles homonymes, voir Tauber et Tauber (homonymie).
Bernd Tauber, né le 7 mai 1950 à Göppingen (Allemagne de l'Ouest), est un acteur allemand.
Il est surtout connu pour son rôle du navigateur Kriechbaum dans le film Le Bateau (Das Boot) de 1981.

## Biographie
Au milieu des années 1980, Bernd Tauber est apparu dans l'émission télévisée Lindenstraße dans le rôle de Benno Zimmermann, le premier personnage séropositif de la télévision allemande.

## Filmographie partielle

### Au cinéma
- 1976 : Das Brot des Bäckers  (de) (Le Pain du boulanger) : Werner Wild
- 1981 : Le Bateau (Das Boot) : ObStM. Kriechbaum, le chef quartier-maître-navigateur
- 1992 : Gudrun : Albert
- 1998 : Das merkwürdige Verhalten geschlechtsreifer Großstädter zur Paarungszeit : Kurt
- 2000 : Contrôle d'identité (Die innere Sicherheit) : Achim
- 2005 : Fremde Haut : Beamter BAFL
- 2009 : La Double Vie de Daniel Shore (Die zwei Leben de Daniel Shore) : Prof. Hübner

### À la télévision
- 1980 : Les Routiers (Auf Achse) : Tommy (série télévisée, épisode Tommy's Trip)
- 1985-1988 : Lindenstraße : Benno Zimmermann (série télévisée, 85 épisodes)

## Récompenses et distinctions
- 1977 : Deutscher Filmpreis : Meilleure performance pour un jeune acteur (Beste darstellerische Leistung - Nachwuchsschauspieler) pour son rôle dans Das Brot des Bäckers  (de) (Le Pain du boulanger) (1976)